# Sophus Nielsen

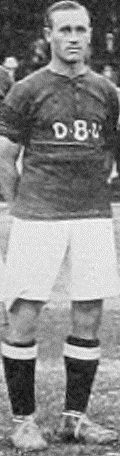
Sophus Nielsen

Sophus Erhard „Krølben“ Nielsen (* 15. März 1888 in Kopenhagen; † 6. August 1963 ebenda) war ein dänischer Fußballspieler. Er war der erste Spieler, dem zehn Tore in einem offiziellen A-Länderspiel gelangen. 

## Laufbahn
Nielsen spielte die meiste Zeit seiner Karriere bei BK Frem København. Zwischen 1910 und 1911 standen er und sein Bruder Carl „Carlo“ Nielsen für Holstein Kiel auf dem Platz. Beide waren die ersten ausländischen Spieler des Vereins. 1911 gewannen er und sein Bruder mit Holstein Kiel die Norddeutsche Meisterschaft durch ein 6:1 im Finale gegen Eintracht Braunschweig, in dem er vier Tore beisteuerte. Anschließend erreichten beide mit Holstein Kiel das Halbfinale um die Deutschen Meisterschaft 1911, in dem man mit 4:0 dem späteren Deutschen Meister Berliner TuFC Viktoria 89 unterlag.
Für die dänische Nationalmannschaft absolvierte der Angreifer zwischen 1908 und 1919 insgesamt 20 Partien und erzielte dabei 16 Tore. Zehn davon schoss er am 22. Oktober 1908 im Halbfinalspiel des olympischen Turniers bei einem 17:1-Erfolg gegen Frankreich. Diesen Torrekord konnte der Deutsche Gottfried Fuchs vier Jahre später beim nächsten olympischen Turnier einstellen, übertroffen wurden beide erst 2001 vom Australier Archie Thompson.
Nielsen gewann beim olympischen Turnier 1908 die Silbermedaille (0:2 im Finale gegen das Vereinigte Königreich). Vier Jahre später beim olympischen Turnier in Stockholm gewann er erneut Silber und musste sich dabei im Finale wiederum den Briten geschlagen geben (2:4).